# Nelson (New Hampshire)
Nelson is een gemeente in het Amerikaanse gebied Cheshire County (staat New Hampshire).
Nelson werd in 1752 gesticht onder de oorspronkelijke naam Monadnock nr.6 door de gouverneur van New Hampshire, Benning Wentworth. Later ging het gehucht verder onder de naam Packersfield, naar de aldaar wonende sheriff van Portsmouth, Thomas Packer. In 1814 ten slotte, kreeg de plaats haar definitieve naam naar de Engelse admiraal Horatio Nelson.

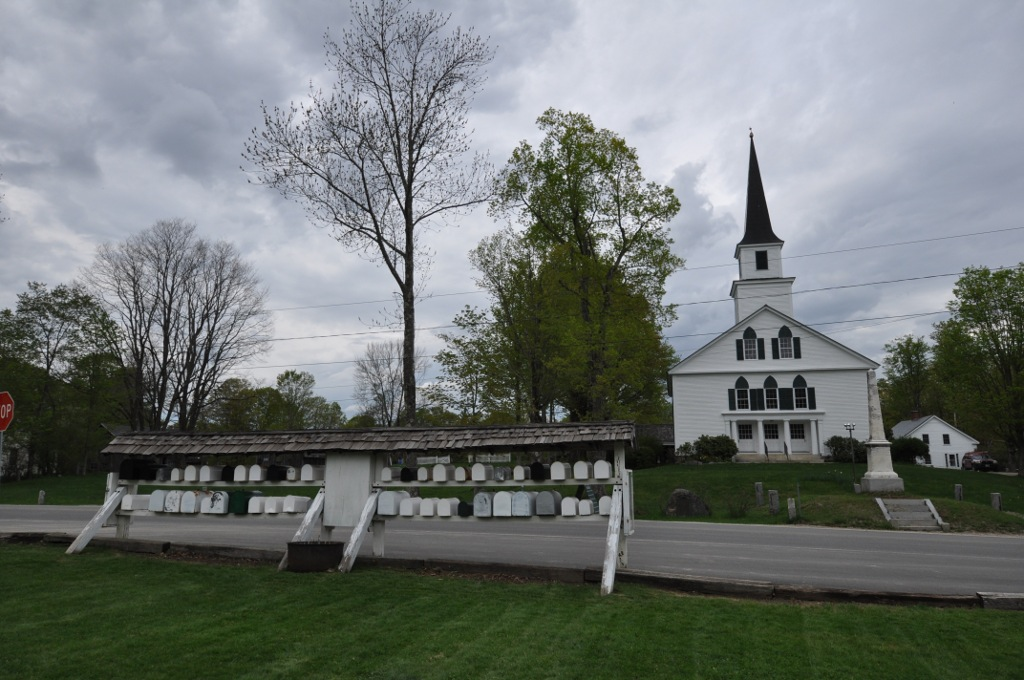
Nelson Community Church met brievenbussen in Nelson